# Foliendruck
Der Foliendruck ist vergleichbar mit dem Druck auf Papier. Allerdings ist die  Abstimmung von Drucker, Farbaufbringung und Folie sehr wichtig. Viele Farben haften nicht auf vielen Folien und viele Drucker und Druckverfahren sind nicht für den Druck auf Folien geeignet.

## Digitaldruck
Laserdrucker und Tintenstrahldrucker sind eine Form von Digitaldruck für den Druck von Einzelauflagen. Ein stetig wachsender Zweig der Druckindustrie ist der Digitaldruck auf Großdruckmaschinen, hier wird wie bisher auf Folie oder Papier gedruckt, doch ist der Digitaldruck bei geringen Auflagenmengen wirtschaftlicher als der herkömmliche Offsetdruck, da man für den Druck weder Klischees benötigt noch besteht eine Rüstzeit der Druckmaschinen, in der die Klischees aufgebracht werden und die Maschine eingerichtet wird. Mittlerweile gibt es zahlreiche Hersteller für entsprechende Digitaldruckmaschinen.
Ein gängiges Druckverfahren für Foliendrucke ist der Solventdruck, welcher zur Kategorie des LFP (Large Format Printing) zählt. Das Druckverfahren besticht durch seine sehr UV-beständigen und kräftigen Farben. Foliendrucke, welche im Außenbereich zum Einsatz kommen, wie etwa Beschriftungen und Schaufensterbeklebungen, werden in der Regel im Solventdruck gedruckt.
Eine Besonderheit ist der Druck von Folien als Hinterglasaufkleber, die z. B. von innen auf eine Fensterscheibe geklebt werden können und das Motiv nach außen zeigen. Durch die Scheibe sind sie vor Witterung und Beschädigung geschützt. Hierbei wird das Motiv spiegelverkehrt auf eine transparente Klebefolie gedruckt, wobei die Klebeseite später zur Scheibe zeigt. Anschließend wird die bedruckte Seite mit einer weiteren, zumeist weißen Folie hinterklebt.

## Projektorfoliendruck
Der Druck auf Projektor-Folien wird in der Regel eingebrannt, hierfür benötigt man jedoch spezielle Geräte, die in ihrer Funktion einem herkömmlichen Kopiergerät ähneln.
Für das Bedrucken von Projektorfolien mit einem Laser- oder Tintenstrahldrucker benötigt man spezielle, geeignete Folien. Die Eignung ist auf der Verpackung vermerkt.